# (6099) Saarland
(6099) Saarland est un astéroïde de la ceinture principale.

## Description
(6099) Saarland est un astéroïde de la ceinture principale. Il fut découvert le 30 octobre 1991 à Tautenburg par Freimut Börngen. Il présente une orbite caractérisée par un demi-grand axe de 2,30 UA, une excentricité de 0,23 et une inclinaison de 5,6° par rapport à l'écliptique.

## Compléments